# Dom Lustosa
Dom Lustosa é um bairro popular da Zona Oeste do município brasileiro de Fortaleza, Ceará. Até 2020, pertencia à Secretaria Executiva Regional III. Mas após o decreto municipal N° 14.899, de 31 de dezembro de 2020, que criou novas subprefeituras e as subdividiu em territórios, o bairro passou a fazer parte do Território 37 da Regional 11.

## História
As terras que hoje compõe o bairro Dom Lustosa, faziam parte da Parangaba e nesta área transitavam os rebanhos de gado pela estrada Barro Vermenho-Parangaba. Esta estrada ligava o Barro Vermenho (Antônio Bezerra) - Parangaba. Deste período da história ainda é possível de ver o restante desta estrada, que agora é denominada Avenida Matos Dourado (mais conhecida como Perimetral)/Rua Rui Monte, o Sítio Ipanema e outras casas antigas que mostram o passado agrícola deste bairro. Já um planta baixa do "Sítio Barro Vermelho" datada de 1944, confirma a tradição agrícola do local, onde estão indicados dois açudes, um é o atual Açude da Fabrica e o outro é o Açude Ipanema. Esses mesmos açudes podem ser vistos na Carta da cidade de Fortaleza e arredores / levantada, desenhada e impressa pelo Serviço Geográfico do Exército 1945
Boa parte destas terras pertenciam a F. F. Fonseca, Oliveira Paula e Terto Cabral. Depois dos anos 40 nessa região muitas famílias construíram casas de veraneios, uma delas a da família Pompeu. Desse passado de área de veraneio ainda existe o "Sítio Ipanema". Na década de 60/70 de século XX, a família Pompeu, vendeu e loteou estas terras.
Como parte deste empreendimento foi instalada uma indústria de tecelagem(Politextil, depois Unitextil e atualmente Santista). Com a construção da desta indústria, a especulação imobiliária e a urbanização a paisagem natural foi alterada. Os riachinhos afluíam no Açude da Fábrica, foram canalizados e viraram ruas, como a rua Edgar de Arruda.
Com o surgimento e luta política do conselho de moradores do Parque Santa Lúcia(o antigo nome do bairro), o bairro desvinculou-se do bairro Henrique Jorge. Em 1978, com o status de bairro, este ganha um novo nome Dom Lustosa, uma homenagem ao antigo arcebispo de Fortaleza, Dom Antônio de Almeida Lustosa.

### O Pau daVeia
É uma das comunidades mais antigas do bairro e um dos locais mais conhecidos do bairro. Um nome que retorna a Dona Ana, uma moradora que tinha sua casa à margem do riacho Alagadiço ou riacho Genibaú, e que nos anos 50 do século passado, construiu um ponte rustíca de madeira. Com isto criou-se a conexão deste com o bairro Antônio Bezerra, que possibilitou aos moradores fazer suas compras ou vender produtos na famosa feira.
Nos dias de hoje esta é uma ponte de concreto, mas os moradores guardaram na expressão Pau da Veia, uma homenagem a criadora da primeira ponte.
Outro ponto conhecido do bairro é a bifurcação, o encontro da águas do riacho Cachoeirinha com o riacho do Alagadiço, afluentes do rio Maranguapinho.  E ainda o serrote da Vacaria.

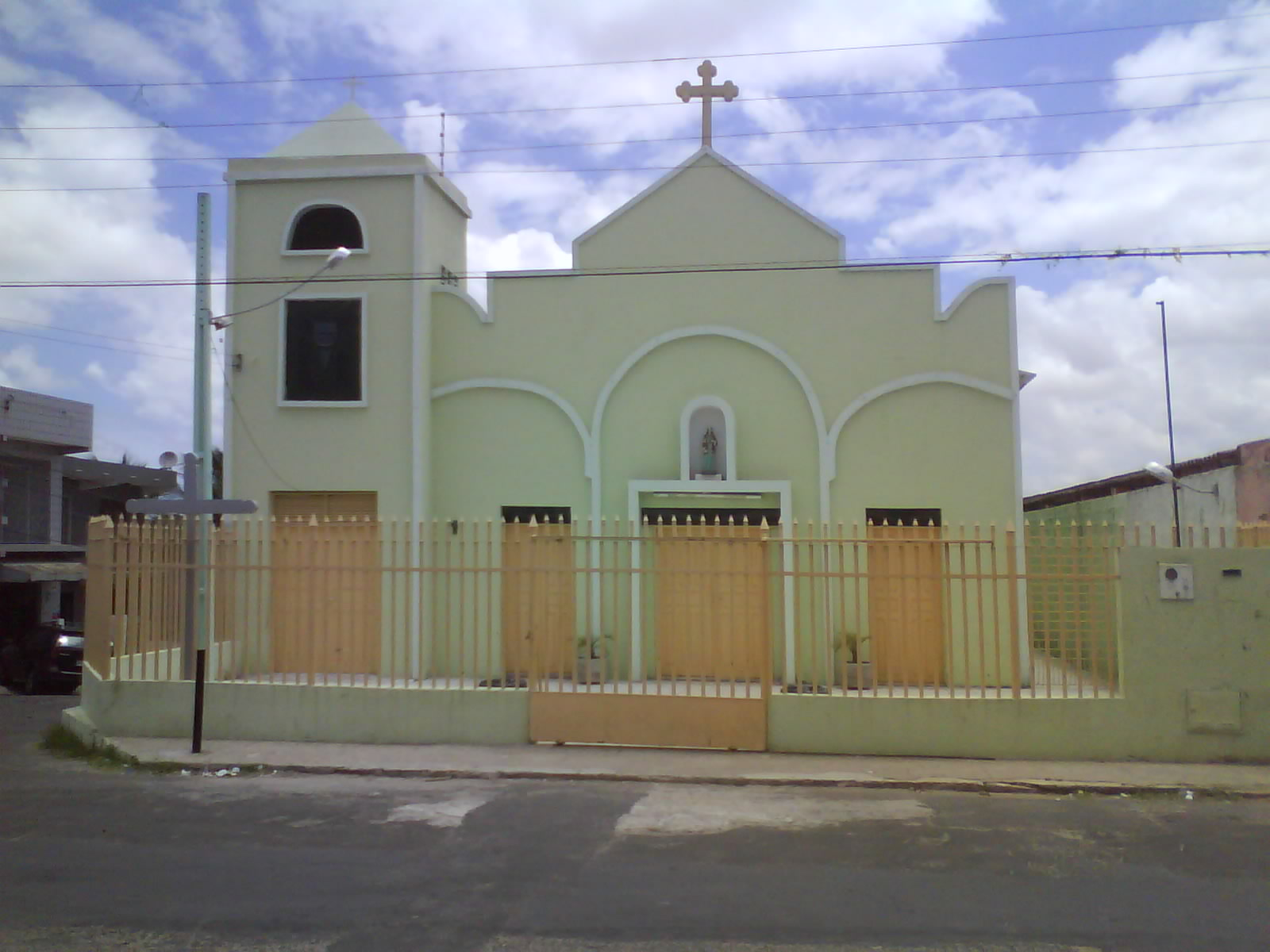
Capela de Santa Luzia, na Rua Coronel Francisco Bento, considerado um dos pontos mais altos do bairro.

A capela de Santa Luzia, bastante conhecida no bairro, foram os moradores ajudaram a construir.

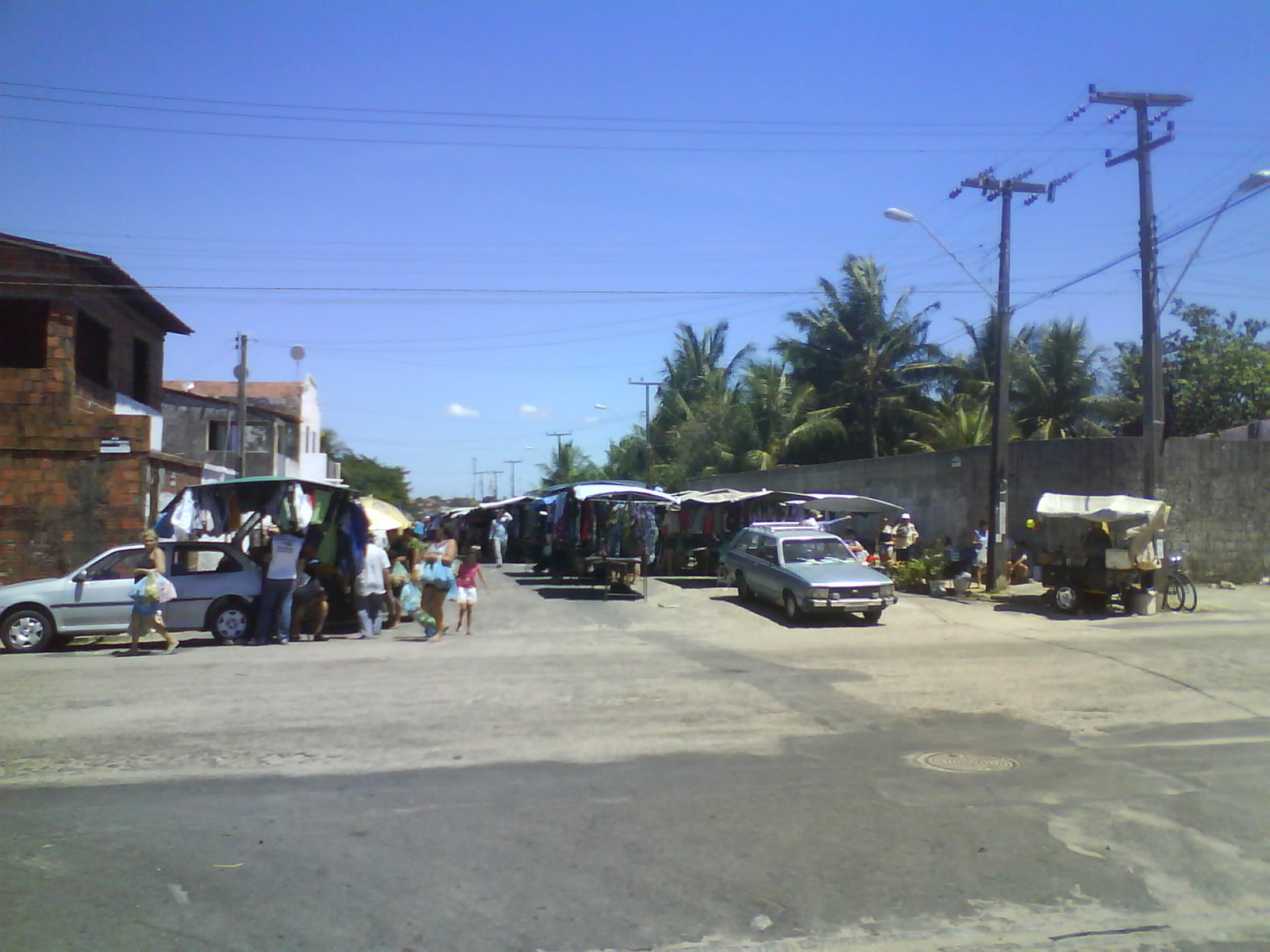
Feira de produtos variados no bairro, que ocorre todas as segundas

Com cerca de 14 mil moradores, nos dias de hoje o bairro abriga uma feira, na rua Professor Paulo Lopes, que acontece a cada segunda-feira.

## Limites

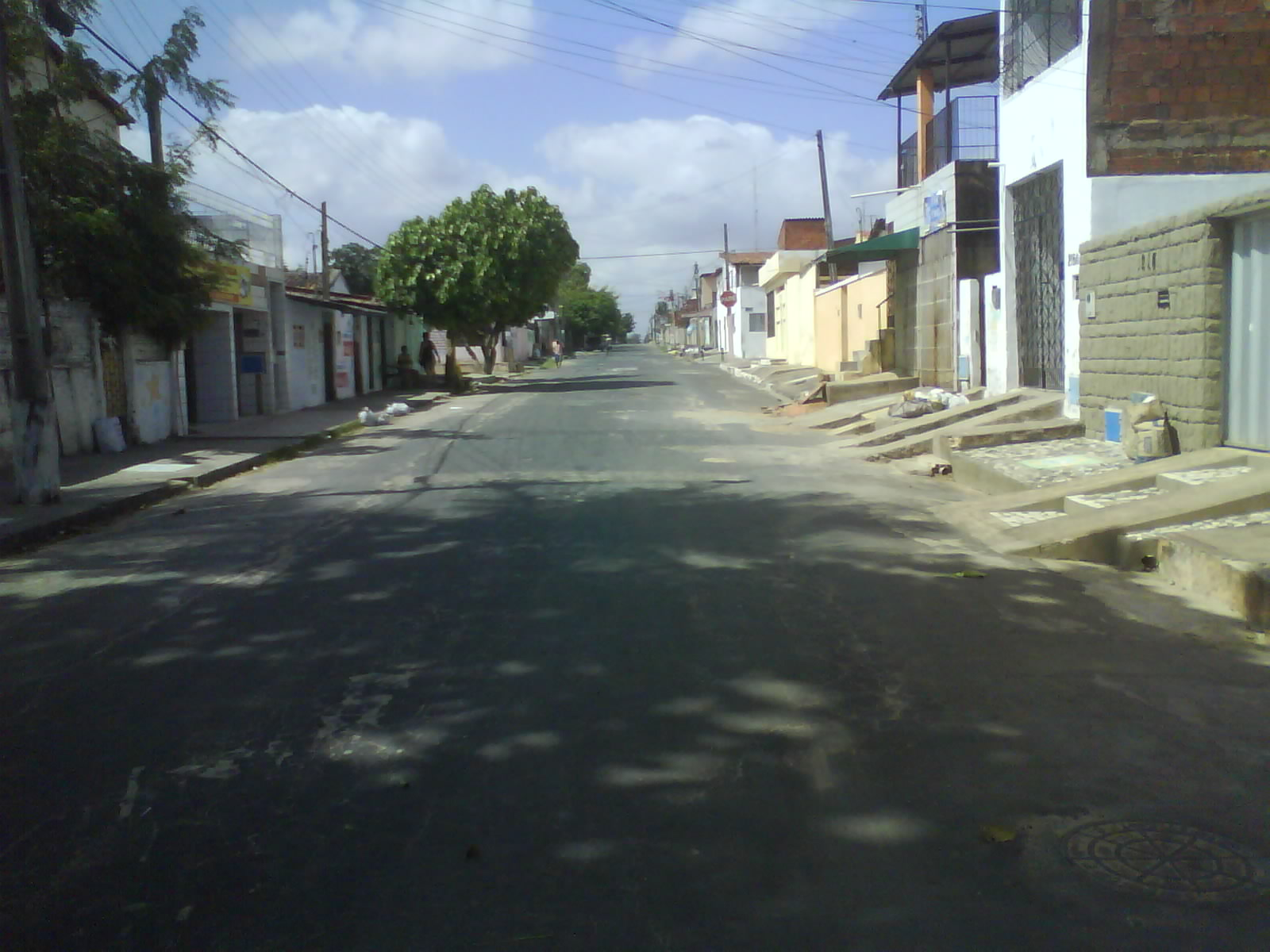
Rua Eurico Medina, uma das primeiras do bairro, nas proximidades da Avenida Perimetral.

- Norte: Riacho do Alagadiço e Avenida Coronel Matos Dourado (com o Antônio Bezerra)
- Sul: Avenida Senador Fernandes Távora (Henrique Jorge e o Autran Nunes)
- Leste: Avenida Coronel Matos Dourado (Perimetral, com o Pici e o Henrique Jorge).
- Oeste: Rua Cardeal Arcoverde, fazendo divisa com Autran Nunes.[8]

## Acesso
O bairro tem uma linha de ônibus própria (205 - Dom Lustosa) que sai do terminal Antônio Bezerra, mas também há vários acessos feitos pela Av. Perimetral e pela Av. Senador Fernandes Távora, como 051 e 052 - Grande Circular 1 e 2 respectivamente, 041 e 042 - Av. Paranjana 1 e 2 respectivamente, 097 - Antônio Bezerra/Siqueira, Antônio Bezerra/Lagoa/Parangaba, a linha do bairro Henrique Jorge - 314 (que curiosamente passa pelo início do bairro), 045 - Conjunto Ceará/Papicu via Montese, 076 - Conjunto Ceará/Aldeota e 043 - Conjunto Ceará/Lagoa/Fernandes Távora.

## Estabelecimentos comerciais

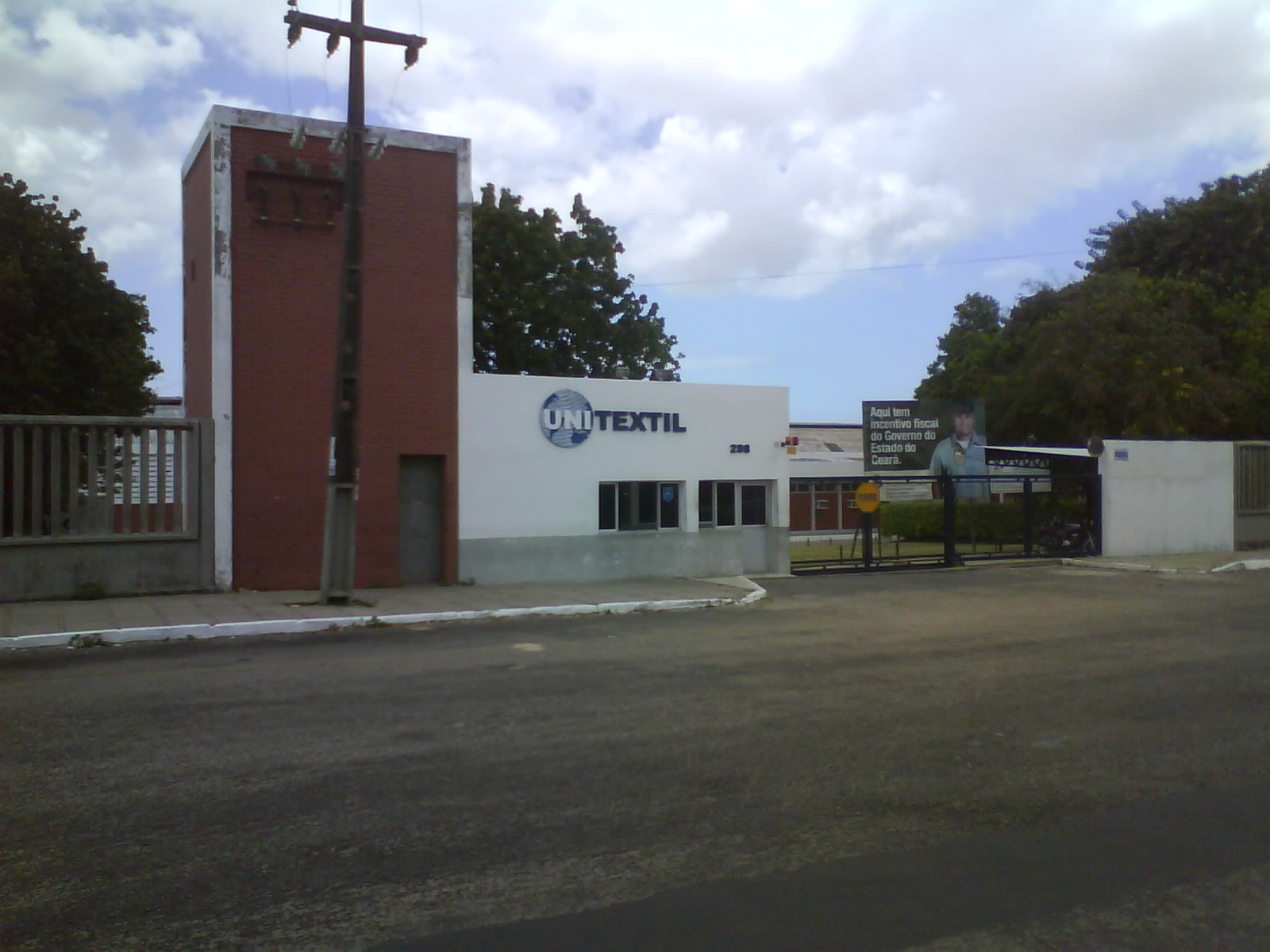
Fábrica Unitêxtil, uma importante indústria no bairro.

No Dom Lustosa são encontrados vários bares (alguns deles existem no local há muito tempo), a rede de farmácias Pague Menos e o supermercado Cometa da Avenida Fernandes Távora, esses últimos localizados na fronteira com o Henrique Jorge e o novo supermercado Cometa na avenida Matos Dourado. Também são encontradas várias lanchonetes, alguns mercadinhos populares, as academias Flex e Smart Fit, a empresa de tecidos Unitêxtil, algumas lojas de roupas como Randelle e alguns apartamentos.

## Instituições
Existe 1 (um) colégio particular, Fernão Dias, e 5 colégios públicos, Justiniano de Serpa (o popular "Maria da Hora"), Ayrton Senna, Paulo Freire (antigo Centro Educacional Demócrito Rocha), e EEFM José Waldemar Alcântara e Silva. Além disso, a população do local ainda tem acesso ao Centro Social Urbano (CSU) César Cals, da Regional III, na fronteira dos bairros Dom Lustosa, Pici e Henrique Jorge, com postos de saúde e várias atividades esportivas e culturais, como natação e break dance. A capela foi iniciativa do padre Almeida. A senhora conhecida como MÃE BIA, filhas, netos e genro, são os verdadeiros fundadores da capelinha. A área foi  adquerida junto a prefeitura,pois a faixa da quadra [ruas Francisco Bento, Araujo Lima e Macapá, uns 50 metros lhes pertence.